# Особое мнение (фильм, 1967)
«Особое мнение» — советский детективный художественный чёрно-белый фильм, снятый режиссёром Виктором Жилиным в 1967 году на Одесской киностудии художественных фильмов.
Премьера фильма состоялась 10 июня 1968 г.

## Сюжет
Фильм о том, как разоблачали предателя, фашистского провокатора.
Молодой следователь Сергей Ковалёв в ходе расследования дела об убийстве в приморском городе устанавливает личность убитого и его преследователя-провокатора, выдавшего в годы войны гитлеровцам группу советских подпольщиков. Интрига фильма развёртывается вокруг того, что подозреваемый узнаёт в одном из работников правоохранительных органов человека, которого он встречал в коридорах оккупационных властей.

## В ролях
- Паули Ринне — следователь Сергей Ковалёв (озвучивает Родион Нахапетов)
- Пантелеймон Крымов — Евгений Андреевич Скурчихин
- Юрий Дубровин — Николай Афанасьевич Максименко
- Ефим Копелян — Кирилл Семёнович Ключарёв
- Зинаида Сорочинская — Наталья Сергеевна Попова
- Геннадий Крынкин — Игорь Петриченко (озвучивает Алексей Сафонов)
- Эльза Леждей — Нина Алексеевна Ожогина
- Юрий Гришмановский — Николай Александрович Городецкий, историк
- Геннадий Воропаев — Городецкий, тренер по водным лыжам
- Евгений Котов — начальник почты
- Лев Золотухин — начальник отдела кадров
- Михаил Пресняков — директор фабрики
- Леонид Чиниджанц — бывший следователь

## Музыка
В сценах со спортсменами, катающихся на водных лыжах (21:01 и 31:41), звучат неупомянутые в титрах фильма композиции Нила Хефти «Splanky» и «Whirly-Bird» в исполнении оркестра Каунта Бейси (1957)